# Johann Friedrich Eduard Ehrhorn
Johann Friedrich Eduard Ehrhorn (* 9. November 1809 in Hamburg; † 31. März 1873 ebenda) war ein Hamburger Kaufmann und Abgeordneter.

## Leben
Ehrhorn war Kaufmann in Firma Ehrhorn & Hadler. Er war von 1854 bis 1859 Mitglied der Feuerkassendeputation und von 1860 bis 1865 Mitglied der Baudeputation. Von der Baudeputation wurde er in die Hamburgische Bürgerschaft gewählt, der er von 1860 bis 1865 angehörte.